# Denain
Pour les articles homonymes, voir Denain (homonymie).
Denain est une commune française de la banlieue de Valenciennes, située sur le cours canalisé de l'Escaut, dans le département du Nord et la région Hauts-de-France.
Ancienne capitale du charbon et de l'acier, la ville est située au cœur du bassin minier du Nord. Au total, les 15 fosses de Denain auront produit 34 millions de tonnes de charbon. Le terril Renard, la fosse Mathilde et la cité Chabaud-Latour sont classés au patrimoine mondial de l'UNESCO depuis le 30 juin 2012.
Elle est terre de nombreux sportifs tels que des  nageurs comme Fabien Gilot et Marc-Antoine Olivier, champions olympiques et du monde, Jean Degros(champion de france 1965) et Hervé Dubuisson en basketball, Teddy Chevalier et Jacques Rémy Réginald Becque, footballeurs, et bien d'autres...

## Géographie

### Localisation
Denain se situe dans le département du Nord, elle est la ville-centre de la Communauté d'agglomération de la Porte du Hainaut. Elle est à une dizaine de kilomètres au sud-ouest de Valenciennes, à 25 km de Douai, à 45 minutes de Bruxelles et à une heure et demie de Paris. 
Elle se trouve dans l'aire d'attraction de Valenciennes (partie française) ainsi que dans son unité urbaine, dans la zone d'emploi de Valenciennes est est la ville-centre de son bassin de vie.

### Communes limitrophes
Les communes limitrophes sont Wallers, Wavrechain-sous-Denain, Douchy-les-Mines, Escaudain, Haulchin, Haveluy, Lourches et Oisy.
|           | Wallers Haveluy  | Oisy                   |
| Escaudain | Denain           | Wavrechain-sous-Denain |
| Lourches  | Douchy-les-Mines | Haulchin               |

### Géologie et relief
La superficie de la commune est de 11,52 km2 ; son altitude varie de 26  à   115 mètres.

### Hydrographie

#### Réseau hydrographique

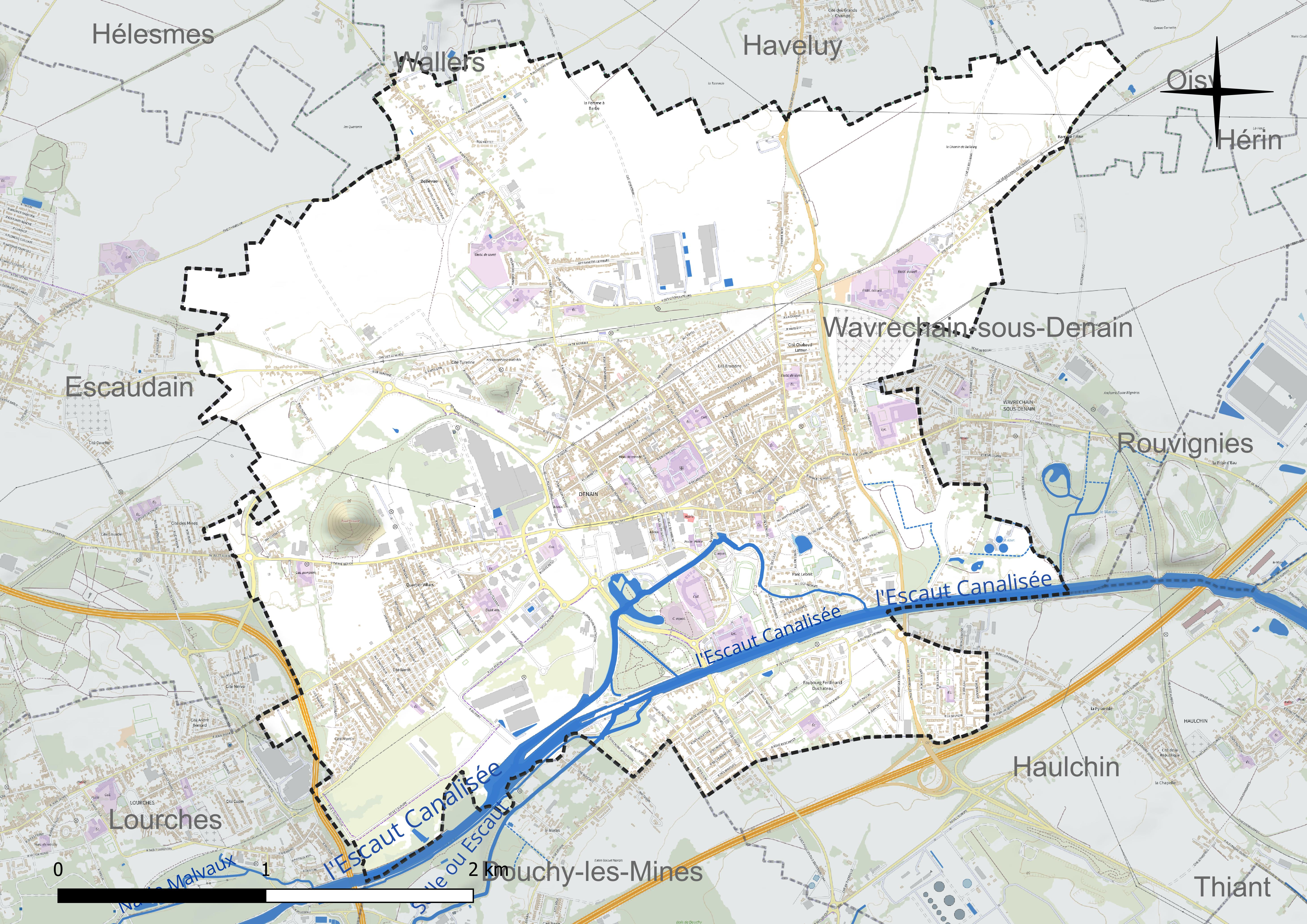
Réseau hydrographique de Denain.

La commune est située dans le bassin Artois-Picardie. 
Elle est drainée par la Selle ou Escaut, l'Escaut canalisée, la Navie Malvaux, divers bras de décharge aval rive gauche de l'écluse Denain sur l'Escaut canalisée ou la rivière Des Moulins et divers bras de décharge Rg dde l'écluse Denain de la confluence de l'Escaut canalisée à la Vanne,,.
La Selle, d'une longueur de 46 km, prend sa source dans la commune de Molain et se jette  dans le canal de l'Escaut sur la commune, après avoir traversé 17 communes. 
L'Escaut est un fleuve européen de 355 km de long, qui traverse trois pays (France, Belgique et Pays-Bas), avant de se jeter en mer du Nord. La partie canalisée en France relie Cambraià , après avoir traversé 34 communes. 

#### Gestion et qualité des eaux
Le territoire communal est couvert par le schéma d'aménagement et de gestion des eaux (SAGE) « Escaut ». Ce document de planification concerne un territoire de 2 005 km2 de superficie, délimité par le bassin versant de l'Escaut. Le périmètre a été arrêté le 9 juin 2006 et le SAGE proprement dit a été approuvé le 13 juillet 2021. La structure porteuse de l'élaboration et de la mise en œuvre est le syndicat mixte Escaut et Affluents (SyMEA). 
La qualité des cours d'eau peut être consultée sur un site dédié géré par les agences de l'eau et l'Agence française pour la biodiversité.

### Climat
Pour des articles plus généraux, voir Climat des Hauts-de-France et Climat du Nord.
En 2010, le climat de la commune est de type climat océanique dégradé des plaines du Centre et du Nord, selon une étude du CNRS s'appuyant sur une série de données couvrant la période 1971-2000. En 2020, Météo-France publie une typologie des climats de la France métropolitaine dans laquelle la commune est dans une zone de transition entre le climat océanique et le climat océanique altéré et est dans la région climatique Nord-est du bassin Parisien, caractérisée par un ensoleillement médiocre, une pluviométrie moyenne régulièrement répartie au cours de l'année et un hiver froid (3 °C). 
Pour la période 1971-2000, la température annuelle moyenne est de 10,5 °C, avec une amplitude thermique annuelle de 14,8 °C. Le cumul annuel moyen de précipitations est de 706 mm, avec 12,3 jours de précipitations en janvier et 9,4 jours en juillet. Pour la période 1991-2020, la température moyenne annuelle observée sur la station météorologique la plus proche, située sur la commune de Valenciennes à 10 km à vol d'oiseau, est de 11,0 °C et le cumul annuel moyen de précipitations est de 694,1 mm,. Pour l'avenir, les paramètres climatiques de la commune estimés pour 2050 selon différents scénarios d'émission de gaz à effet de serre sont consultables sur un site dédié publié par Météo-France en novembre 2022.

## Urbanisme

### Typologie
Au 1er janvier 2024, Denain est catégorisée centre urbain intermédiaire, selon la nouvelle grille communale de densité à sept niveaux définie par l'Insee en 2022.
Elle appartient à l'unité urbaine de Valenciennes (partie française), une agglomération internationale regroupant 56  communes, dont elle est une commune de la banlieue,,. 
Par ailleurs la commune fait partie de l'aire d'attraction de Valenciennes (partie française), dont elle est une commune de la couronne,. Cette aire, qui regroupe 102 communes, est catégorisée dans les aires de 200 000 à moins de 700 000 habitants,.

### Occupation des sols

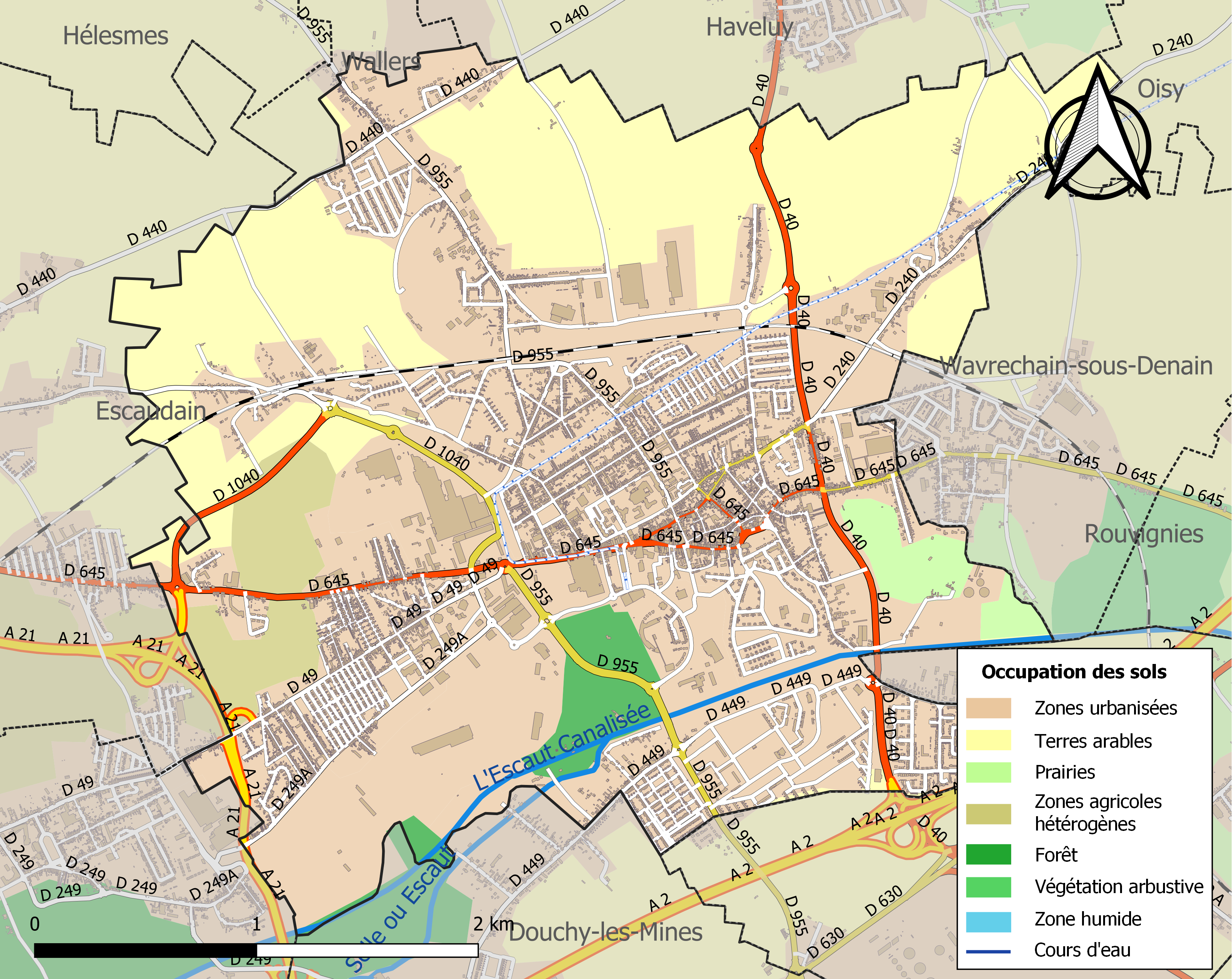
Carte des infrastructures et de l'occupation des sols de la commune en 2018 (CLC).

L'occupation des sols de la commune, telle qu'elle ressort de la base de données européenne d'occupation biophysique des sols Corine Land Cover (CLC), est marquée par l'importance des territoires artificialisés (64,1 % en 2018), une proportion sensiblement équivalente à celle de 1990 (63,9 %). 
La répartition détaillée en 2018 est la suivante : zones urbanisées (49,8 %), terres arables (27,4 %), zones industrielles ou commerciales et réseaux de communication (14,3 %), zones agricoles hétérogènes (3,9 %), forêts (2,7 %), prairies (1,8 %). 
L'évolution de l'occupation des sols de la commune et de ses infrastructures peut être observée sur les différentes représentations cartographiques du territoire : la carte de Cassini (XVIIIe siècle), la carte d'état-major (1820-1866) et les cartes ou photos aériennes de l'IGN pour la période actuelle (1950 à aujourd'hui).

### Habitat et logement
En 2022, le nombre total de logements dans la commune était de 9 088, alors qu'il était de 8 963 en 2016 et de 8 490 en 2011. 
Parmi ces logements, 87,5 % étaient des résidences principales, 0,4 % des résidences secondaires et 12 % des logements vacants. Ces logements étaient pour 77,6 % d'entre eux des maisons individuelles et pour 21,7 % des appartements. 
Le tableau ci-dessous présente la typologie des logements à Denain en 2022 en comparaison avec celle du Nord et de la France entière. Une caractéristique marquante du parc de logements est ainsi la faible proportion des résidences secondaires et logements occasionnels (0,4 %) par rapport au département (1,8 %) et à la France entière (9,7 %). 
| Typologie                                               | Denain | Nord | France entière |
| ------------------------------------------------------- | ------ | ---- | -------------- |
| Résidences principales (en %)                           | 87,5   | 91   | 82,3           |
| Résidences secondaires et logements occasionnels (en %) | 0,4    | 1,8  | 9,7            |
| Logements vacants (en %)                                | 12     | 7,2  | 8              |

### Voies de communication et transports
Denain est longée au sud-est par l'autoroute A2 (E19) avec accès par l'échangeur no 18, et est traversée par la route départementale RD 40,  la RN45, la RD440 et la RD955. 
La gare de Denain est desservie par le réseau SNCF.
Jusqu'en 1970, elle était desservie directement par un aller-retour express Paris Valenciennes par Montdidier, Péronne et Cambrai. Désormais, la gare est reliée par TER, en correspondance, à Valenciennes, avec le TGV. La gare SNCF de Denain dessert en TER en voie 2 les gares de lourches, bouchain, iwuy, Escaudœuvres puis cambrai  et en voie 1 les gares de prouvy-thiant, Trith-Saint-Léger puis valenciennes dans l'autre sens. Pour info : en gare on trouve juste un Distributeur de titre de transport TER en voie 2

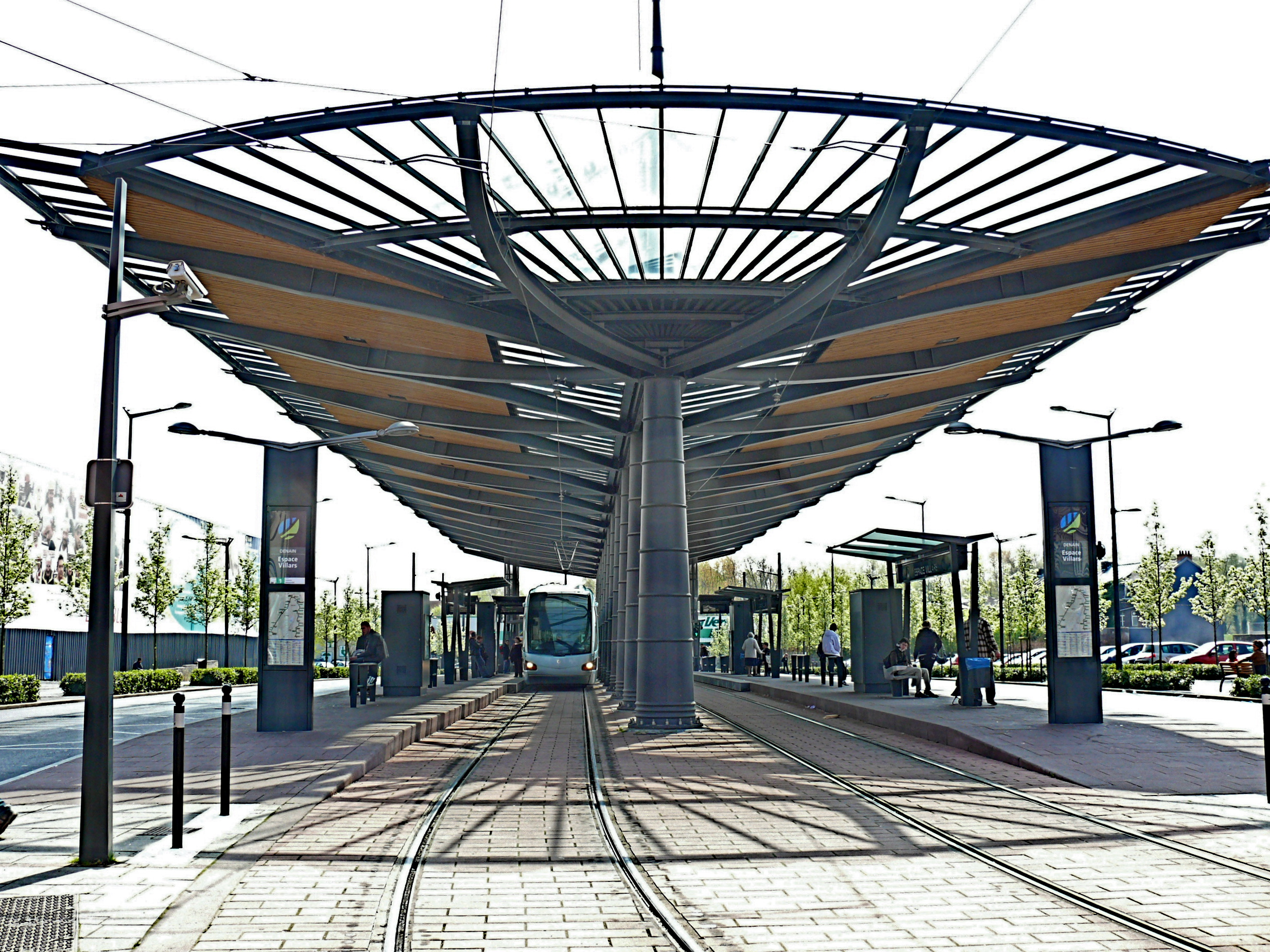
La monumentale station Espace Villars est le terminus de la ligne T1 du tramway de Valenciennes ainsi que de nombreux bus de l'agglomération.

Denain est aussi desservie par le tramway de Valenciennes. Cinq stations sont implantées sur le territoire de la commune, dont le terminus de la ligne T1 et pôle d'échanges, « Espace Villars ».
En 2015, la commune est également desservie par neuf lignes du réseau Transvilles et par deux lignes du réseau interurbain Arc-en-Ciel 3.
En ce qui concerne le transport fluvial,  l'Escaut est un un canal à grand gabarit accueillant des bateaux provenant de la région parisienne, de Belgique, de Hollande et d'Allemagne.

## Toponymie
- Dononium, Denonium, Denainum, Domniacum, Dyniacum, Donegium, Denoma, Dunaing, Denen, Denain, Duonenin[20], Duneng (1040), Doneing (1138), Donench (1142), Denein (1187).

- Dening et Doneng en flamand[21].

## Histoire

### Moyen Âge

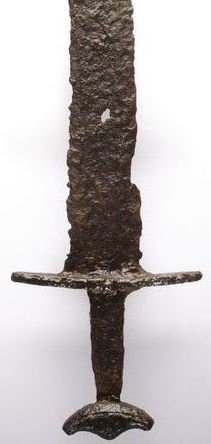
Épée viking musée Denain

L'Abbaye des Dames Chanoinesses, fondée à Denain en l'an 764 puis incendiée et pillée par les Vikings en 851 sera reconstruite puis à nouveau détruite à la Révolution française. 
Une épée de type Norvégien[Quoi ?], trouvée dans l'Escaut à Denain, aujourd'hui conservée au musée municipal, témoigne du passage des Vikings dans la région.

### Temps modernes
Lors de la guerre de Succession d'Espagne a lieu le 24 juillet 1712 la bataille de Denain remportée par les troupes françaises commandées par le maréchal de Villars.

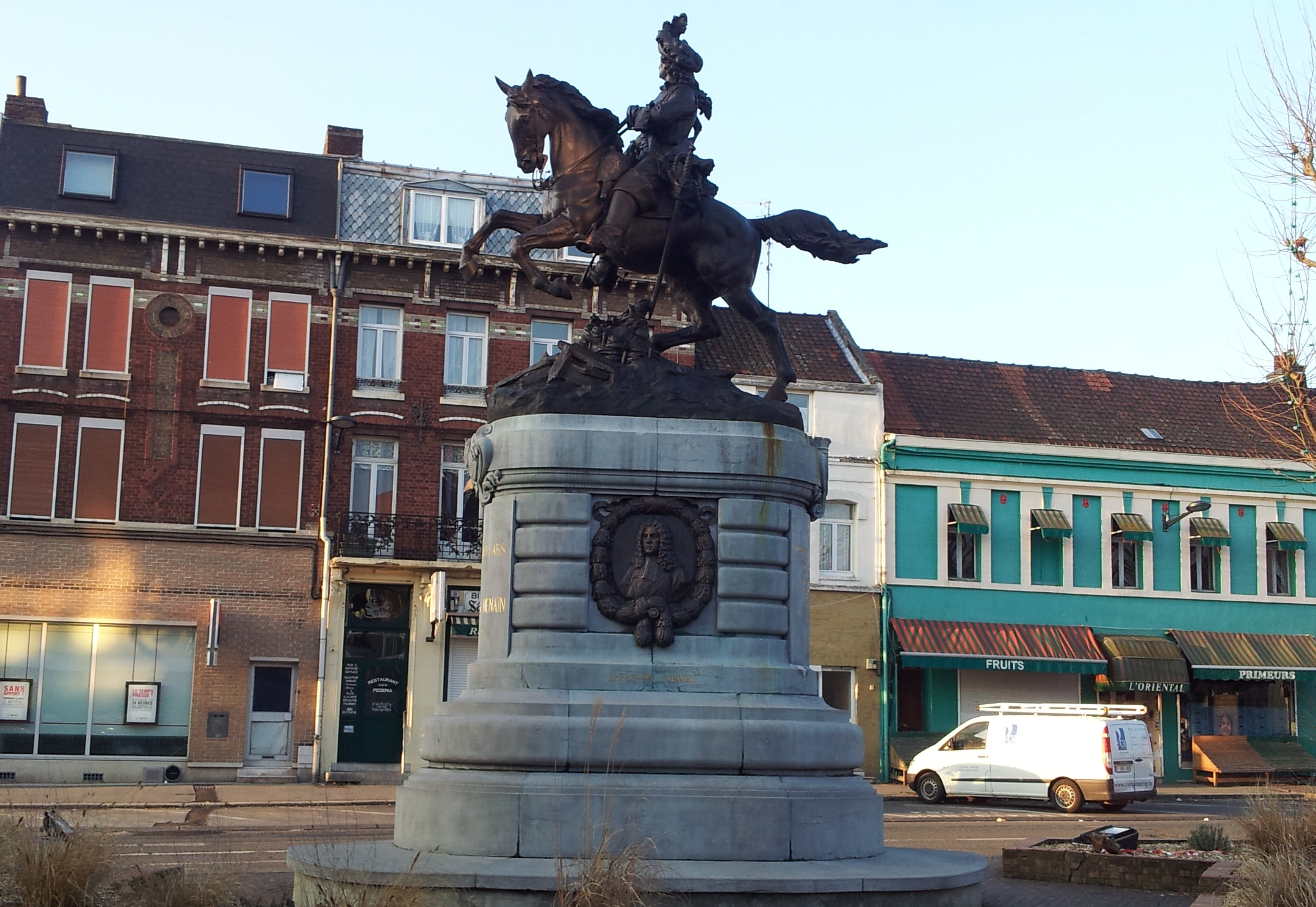
Statue du maréchal de Villars

### Révolution française et Empire
En 1800, Denain est un village de 900 habitants.

### Époque contemporaine
La commune n'est toujours qu'une petite bourgade agricole lors de la découverte de la houille en 1828 car, bien qu'on ait trouvé non loin du charbon maigre à Fresnes et du charbon gras à Anzin dès 1734, le forage a Denain de 1777 reste lui infructueux.
La première mine, appelée Villars, extrait 800 tonnes de charbon par jour avec un millier d'ouvriers, plus que Denain n'a d'habitants. De 1828 à 1853, une quinzaine d'autres sont percées sur le sol de la commune, grâce à divers bras de canal appelé «gare d'eau » permettant de faire transiter le charbon vers l'ancien Escaut.
L'usine à fer de Denain s'installe aussi, avec de nombreux ouvriers anglais près de l'Escaut, fondée par Pierre-François Dumont, né à Bouchain, qui avait créé à Raismes dès 1824 une usine comprenant des fours, laminoirs, et fonderies.
En 1836, on découvre de la houille sur le territoire.
En 1838 ouvre la section Abscon - Saint-Waast-la-Haut de la ligne de Somain à Péruwelz, une ligne de chemin de fer minier concédée à la compagnie des mines d'Anzin par ordonnance royale le 24 octobre 1835, connue sous le nom de chemin de fer d'Anzin et qui dessert Denain. Le service voyageur cesse en 1963 et une partie de l'emprise de la voie est utilisée par l'actuel tramway de Valenciennes,
En octobre 1844 ouvre un atelier de constructions mécaniques Derosne et Cail, qui produit des machines à vapeur, ponts métalliques et locomotives Crampton, augmentant la vitesse des trains, remarquées à Paris lors de l'exposition de 1849. La ville compte 7 272 habitants en 1846.
La Compagnie des mines d'Anzin développe ensuite à Denain ses premiers ensembles importants de logements miniers. En 1857, la concession de Denain occupe 780 ouvriers sur 1 344 hectares et produit 88 700 tonnes de charbon.
En 1873, selon le journal L'Echo du Nord du 24 décembre, débute dans la rue de Lourches le terrassement d'une nouvelle aciérie ", dotée d'une cheminée de 50 mètres, utilisant les procédés Bessemer et Martin, appartenant à la "Société des Hauts Fourneaux, Forges et Aciéries de Denain et d'Anzin. Elle sera remplacée en 1902 par l'aciérie Thomas, du nom du nouveau procédé sidérurgique. Le second puits de la fosse Renard est percé aussi dans les années 1870. Au cours des premiers mois de 1877, la crise industrielle cause des licenciements et en mai, tous les fours à coke de l'Enclos sont arrêtés.
La ville reçoit la visite de comédiens qui jouaient notamment leurs pièces au Salon de l'Ermitage, et plus tard au Salon Dubois. Les troupes Deleau, Rancy, Courtade, s'établirent en permanence.
Une longue grève éclata le 21 février 1884, à la suite des restrictions et de la récession causée par la crise financière découlant de la crise d'une banque, l'Union générale, attirant l'attention de toute la France. Le journaliste et romancier Émile Zola est alors invité une semaine à Valenciennes par le député Alfred Girard pour visiter les mines d'Anzin, Bruay-sur-Escaut et Denain, où il descend à 554 m de profondeur, au fond de la fosse Renard. Il y rencontre Jules Mousseron, le poète mineur, qui y travailla 46 années mais aussi Émile Basly, président du syndicat des mineurs du Pas-de-Calais.

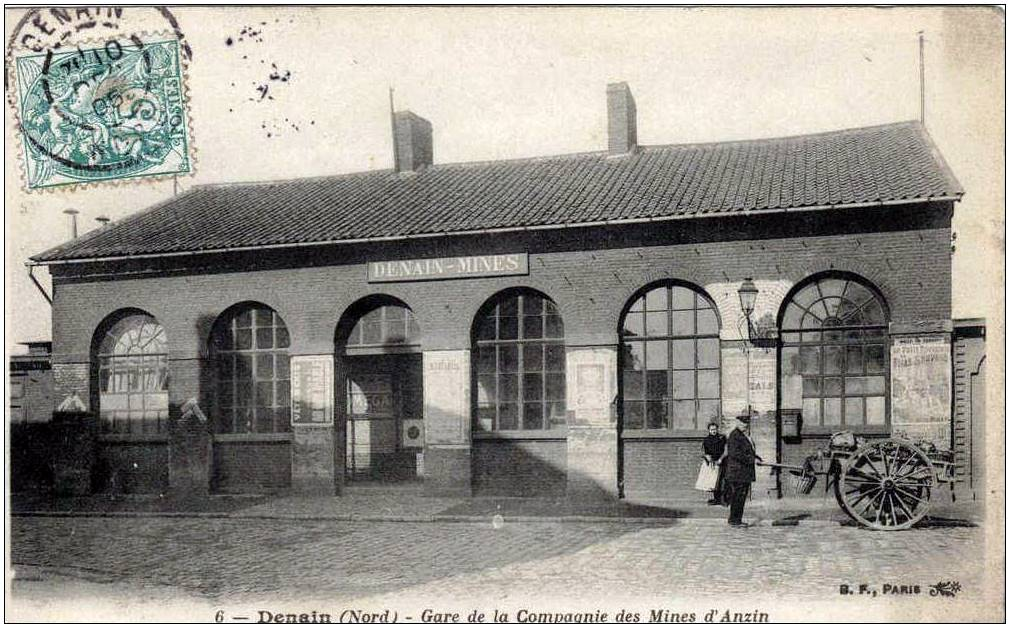
L'ancienne Gare des Mines de la ligne Somain - Péruwelz en 1905. L'emprise de la ligne à Denain est réutilisée par la ligne 1 du Tramway de Valenciennes

La ligne de l'ancien tramway de Valenciennes  pour les voyageurs et les marchandises reliant la Croix-d'Anzin à Denain est mise en service à la fin du XIXe siècle compte tenu du développement économique de la ville. Cette desserte cesse en 1966 en raison du développement des déplacements automobiles. Par ailleurs, en 1891, la Société des chemins de fer du Cambrésis met en service sa ligne de chemin de fer secondaire Caudry - Denain, qui est exploitée pour le compte du Département jusqu'en 1960,,,.

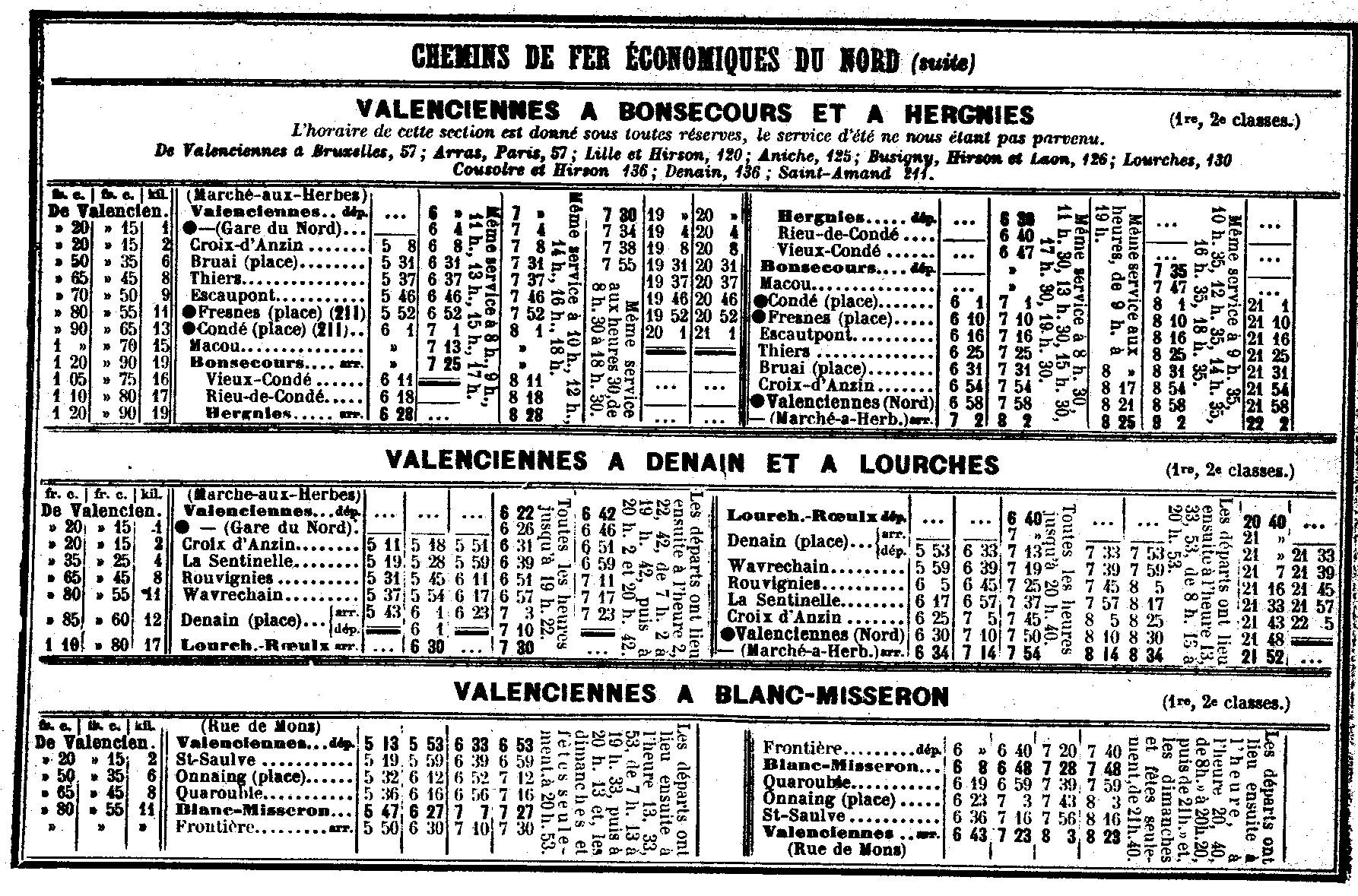
Horaires du Tramway de Valenciennes en mai 1914.

Lors des grèves de 1947 en France, Denain est le lieu des échauffourées les plus sérieuses, le 1er décembre. En voulant s'emparer de la fosse Renard, quartier général des grévistes occupée par un millier d'entre eux, plusieurs dizaines de CRS se retrouvent isolés du reste de leur détachement et l'un d'eux aura plusieurs mois d'arrêt de travail après les affrontements au corps à corps. Le reste de la troupe préfère abandonner. Les jeunes grévistes, triomphants, ont brûlé un side-car pris aux CRS en face de la fosse et dansé autour jusqu'à deux heures du matin.
Le 7 juillet 1982, alors que le Tour de France traverse la ville dans le cadre de sa 5e étape, des manifestations syndicales ont lieu dans la ville. Les manifestants bloquent le passage des coureurs, saisissant l'opportunité médiatique pour faire connaître leur lutte syndicale contre la fermeture d'Usinor. C'est la première fois de l'histoire du Tour qu'une étape lancée ne va pas à son terme.
La ville a été célèbre pour ses charbonnages et conserve dans la seconde partie du XXe siècle une industrie sidérurgique est aussi de première importance : elle a été le berceau et le siège du groupe Usinor. Mais le 12 décembre 1978 c'est l'annonce de la suppression de 5 000 emplois à Usinor Denain.

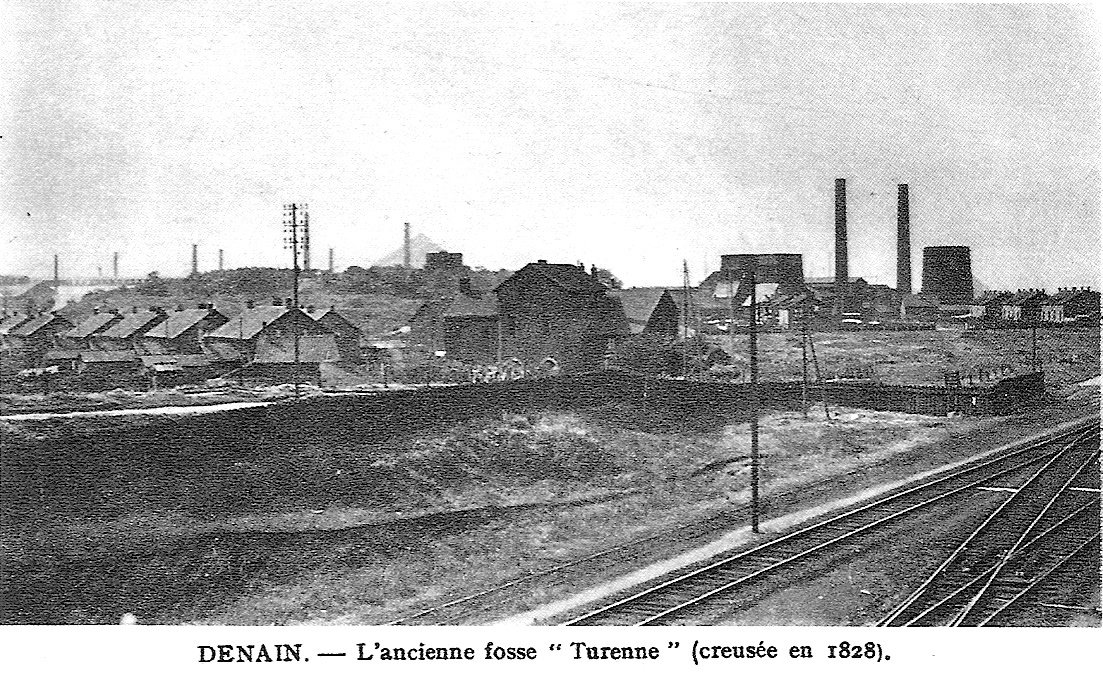
La fosse Mathilde vers 1900.
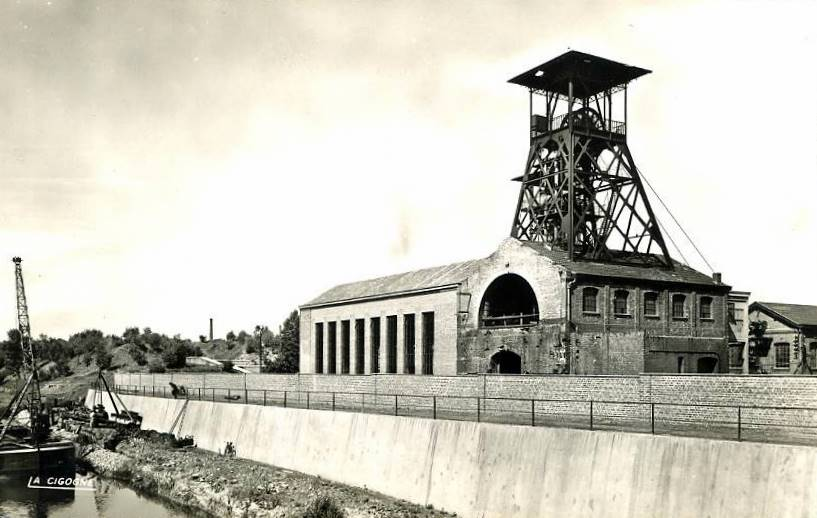
La fosse l'Enclos vers 1950.
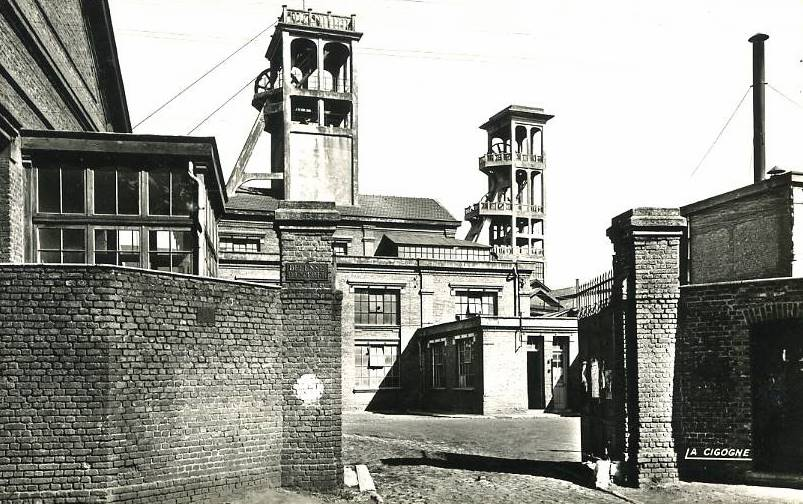
La fosse Renard vers 1950.

En juillet 2023, la ville est lourdement touchée par les émeutes consécutives à la mort de Nahel Merzouk, avec des dégradations qui touchent l'Hôtel de ville, la médiathèque,le théâtre et la gare du nord TER. Les trois-quarts des bâtiments communaux ont ainsi été dégradés. Le coût est de 600 000 euros de réparation estimés.

## Politique et administration

### Rattachements administratifs et électoraux

#### Rattachements administratifs
La commune se trouve depuis 1824 dans l'arrondissement de Valenciennes du département du Nord. 
Elle faisait partie de 1793 à 1886 du canton de Bouchain, année où elle devient le chef-lieu du nouveau canton de Denain. Dans le cadre du redécoupage cantonal de 2014 en France, cette circonscription administrative territoriale a disparu, et le canton n'est plus qu'une circonscription électorale.

#### Rattachements électoraux
Pour les élections départementales, la commune est depuis 2014 le bureau centralisateur d'un nouveau canton de Nanteuil-le-Haudouin porté de 7 à 18 communes.
Pour l'élection des députés, elle fait partie depuis 1986 de la dix-neuvième circonscription du Nord..

### Intercommunalité
Denain est la ville la plus peuplée de la communauté d'agglomération de la Porte du Hainaut, un établissement public de coopération intercommunale (EPCI) à fiscalité propre créé en 2001 et auquel la commune a transféré un certain nombre de ses compétences, dans les conditions déterminées par le code général des collectivités territoriales.

### Élections municipales et communautaires

#### Élections les plus récentes
Au premier tour des élections municipales de 2014 dans le Nord, la liste PS menée par la maire sortante Anne-Lise Dufour-Tonini obtient la majorité absolue des suffrages exprimés, avec 3 243 voix (59,01 %, 28 conseillers municipaux élus dont 7 communautaitres), devançant très largement celles menées respectivement par : 

- Sabine Hebbar (DVG, 1 515 voix, 27,57 %, 5 conseillers municipaux élus dont 1 communautaire) ; 

- Jacky Boucot (LO, 419 voix, 7,62 %, 1 conseiller municipal élu) ;

- Djemaï Drici (DVG, 318 voix, 5,78 %, 1 conseiller municipal élu).

Lors  de ce scrutin, 45,90 % des électeurs se sont abstenus.

Lors du premier tour des élections municipales de 2020 dans le Nord, la liste d'union de la gauche (PS-PCF-LFI) menée par la maire sortante Anne-Lise Dufour-Tonini obtient la majorité absolue des suffrages exprimés, avec 57,10 % (3 214 voix, et 28 conseillers municipaux élus dont 8 communautaires), devançant largement la liste du Rassemblement national menée par Sébastien Chenu (30,68 %; 1 727 voix, 5 conseillers municipaux élus dont 2 communautaires).
Quatre autres listes étaient candidates, mais n'ont pas obtenu assez de voix pour avoir des élus : 

- Ahmed Hebbar (DVG, 244 voix, 4,33 %) ;

- Yvon Riancho (DVG, 221 voix, 3,92 %) ; 

- Jacky Boucot (LO, 124 voix, 2,20 %) ; 

- Djemaï Drici (DVG, 98 voix, 1,74 %).

Lors de ce scrutin marqué par la pandémie de Covid-19 en France, 50,24 % des électeurs se sont abstenus.

### Liste des maires
Maire en 1808 : Macarez.
| Période                                  | Période                    | Identité                | Étiquette     | Qualité |
| ---------------------------------------- | -------------------------- | ----------------------- | ------------- | --- |
| Les données manquantes sont à compléter. |                            |                         |               | |
|                                          |                            |                         |               | |
| 1808                                     |                            | M. Macarez              |               | |
| 1802 ou avant                            | 1807                       | Hecquet,.               |               | |
|                                          |                            |                         |               | |
| 1826                                     | 1865                       | Adolphe Deslinsel       |               | Industriel et propriétaire d'une importante sucrerie Conseiller d'arrondissement |
|                                          |                            |                         |               | |
| 1881                                     |                            | Élie Payen.             |               | |
|                                          |                            |                         |               | |
| 1896                                     | 1911                       | Auguste-Robert Selle,   | POF puis SFIO | Pharmacien Député du Nord (3e circ. de Valenciennes) (1902 → 1914) Conseiller général de Denain (1898 → 1910) |
| mai 1912                                 | novembre 1914              | François Lefebvre,      | SFIO          | Ouvrier mineur, gérant de coopérative et président du syndicat des mineurs d'Anzin Député du Nord (1914 → 1932) |
|                                          |                            |                         |               | |
| octobre 1918                             | mai 1935                   | François Lefebvre,      | SFIO          | Ouvrier mineur, gérant de coopérative et président du syndicat des mineurs d'Anzin Député du Nord (1919 → 1928) Député du Nord (3e circ. de Valenciennes) (1928 →1932)                                                        |
| mai 1935                                 | novembre 1939              | Arthur Brunet           | PCF           | Ouvrier mineur Conseiller d'arrondissement (1937 → ? ) Municipalité communiste suspendue par le Gouvernement Daladier V à la suite de la signature du Pacte germano-soviétique Meurt fusillé comme otage le 26 septembre 1941 |
| novembre 1939                            | avril 1941                 | Henri Fuzet             |               | Expert-comptable Président de la délégation spéciale |
| avril 1941                               | après 1943                 | Henri Doisy             |               | Président de la délégation spéciale puis nommé maire le 6 septembre 1941 par le Gouvernement de Vichy |
|                                          |                            |                         |               | |
| mai 1945                                 | octobre 1947               | Henri Fiévez,           | PCF           | Technicien dans la métallurgie aux établissements Cail de Denain, syndicaliste Député du Nord (1947 → 1951) Conseiller général de Denain (1945 → 1982)                                                                        |
| octobre 1947                             | mars 1971                  | Fernand Duchâteau       | SFIO puis PS  | Instituteur retraité Député du Nord (20e circ.) (1958 → 1962) |
| mars 1971                                | mars 1977                  | Paul Montuelle          | PS            | Ancien chef de service à la mairie de Denain |
| mars 1977                                | mars 1983                  | Henri Fiévez,           | PCF           | Technicien dans la métallurgie aux établissements Cail de Denain, syndicaliste Conseiller général de Denain (1945 → 1982) |
| mars 1983                                | mars 2001                  | Arthur Brabant,         | PCF           | Directeur des ventes du quotidien Liberté Premier adjoint au maire (1977 → 1983) |
| mars 2001                                | mars 2008                  | Patrick Leroy           | PCF           | Directeur des ventes du quotidien Liberté Député du Nord (19e circ) (1997 → 2002) Conseiller général de Denain (1994 → 2001)                                                                                                  |
| mars 2008                                | mai 2011                   | Patrick Roy             | PS            | Enseignant Député du Nord (19e circ.) (2002 → 2011) Conseiller général (2001-2008) Mort en fonction |
| 3 mai 2011                               | En cours (au 19 juin 2025) | Anne-Lise Dufour-Tonini | PS            | Principale de collège Députée du Nord (19e circ.) (2012 → 2017) Sénatrice du Nord (2017) Chevalière de l'Ordre national du Mérite Réélue pour le mandat 2020-2026,                                                            |

### Autres élections
Aux élections européennes du 9 juin 2024, Jordan Bardella (RN)  arrive en tête (50,10% contre 44,35% en 2019),, en hausse d'environ 5,7 points, dans le sillage des 7 points gagnés au niveau national. Dans cette commune, Manon Aubry (LFI) arrive deuxième (18,62% contre 10,16% en 2019),, la liste de Valérie Hayer (Majorité présidentielle) étant troisième avec 6,10% (contre 9,09% en 2019),. La liste Léon Deffontaines (PCF) est en baisse à 3,98% contre 4,82% en 2019. La participation est en nette baisse, à 39,23% contre 44,14%,,  inférieure de 13 points à la moyenne nationale (52,50%). Dans le département du Nord, la liste Bardella progresse en général de près de 8 points, contre 6 en moyenne nationale, à 37,34 contre 29,56%,, notamment dans d'autres villes minières comme Lourches, Saint-Amand-les-Eaux ou Anzin.

### Jumelages
| Ville | Ville   | Pays | Pays     | Période     |
| ----- | ------- | ---- | -------- | ----------- |
|       | Mettet, |      | Belgique | depuis 2011 |

## Équipements et services publics

### Enseignemen
En 2018, la ville compte de nombreux établissements d'enseignement :

#### Écoles maternelles publiques
- École Condorcet
- École George-Sand
- École Charles-Gide
- École Jurénil
- École La Fontaine
- École Pasteur
- École Victor-Hugo
- École Sévigné

#### Écoles élémentaires publiques
- École Berthelot
- École Diderot
- École Michelet
- École Voltaire
- École Zola
- École Pascal

#### Collèges
- Collège Bayard
- Collège Turgot
- Collège Villars

#### Lycées
- Lycée professionnel Jurénil
- Lycée polyvalent Kastler
- Lycée Mousseron

#### Établissement privé
Connue précédemment sous le nom de Lycée des Forges, l'institution Jean-Paul II accueille une école maternelle et primaire, un collège et un lycée offrant des formations professionnelles.

### Justice, sécurité, secours et défense
La commune relève[Quand ?] du tribunal d'instance de Valenciennes, du tribunal de grande instance de Valenciennes, de la cour d'appel de Douai, du tribunal pour enfants de Valenciennes, du conseil de prud'hommes de Valenciennes, du tribunal de commerce de Valenciennes, du tribunal administratif de Lille et de la cour administrative d'appel de Douai[réf. nécessaire].

## Population et société

### Démographie

#### Évolution démographique
L'évolution du nombre d'habitants est connue à travers les recensements de la population effectués dans la commune depuis 1800. Pour les communes de plus de 10 000 habitants les recensements ont lieu chaque année à la suite d'une enquête par sondage auprès d'un échantillon d'adresses représentant 8 % de leurs logements, contrairement aux autres communes qui ont un recensement réel tous les cinq ans,.

En 2022, la commune comptait 20 622 habitants, en évolution de +4,61 % par rapport à 2016 (Nord : +0,51 %, France hors Mayotte : +2,11 %).
| 1800 | 1806  | 1821  | 1831  | 1836  | 1841  | 1846  | 1851  | 1856  |
| ---- | ----- | ----- | ----- | ----- | ----- | ----- | ----- | ----- |
| 927  | 1 057 | 1 262 | 1 601 | 3 200 | 5 144 | 7 272 | 8 691 | 9 496 |

| 1861   | 1866   | 1872   | 1876   | 1881   | 1886   | 1891   | 1896   | 1901   |
| ------ | ------ | ------ | ------ | ------ | ------ | ------ | ------ | ------ |
| 10 254 | 11 022 | 12 330 | 14 419 | 17 202 | 17 832 | 18 258 | 19 916 | 23 204 |

| 1906   | 1911   | 1921   | 1926   | 1931   | 1936   | 1946   | 1954   | 1962   |
| ------ | ------ | ------ | ------ | ------ | ------ | ------ | ------ | ------ |
| 24 564 | 26 800 | 23 472 | 26 868 | 27 767 | 26 478 | 24 908 | 27 449 | 29 467 |

| 1968   | 1975   | 1982   | 1990   | 1999   | 2006   | 2011   | 2016   | 2021   |
| ------ | ------ | ------ | ------ | ------ | ------ | ------ | ------ | ------ |
| 27 973 | 26 204 | 21 825 | 19 544 | 20 360 | 20 339 | 20 370 | 19 714 | 20 640 |

| 2022   | - | - | - | - | - | - | - | - |
| ------ | - | - | - | - | - | - | - | - |
| 20 622 | - | - | - | - | - | - | - | - |

#### Pyramide des âges
La population de la commune est relativement jeune. En 2020, le taux de personnes d'un âge inférieur à 30 ans s'élève à 45,1 %, soit au-dessus de la moyenne départementale (39,1 %). À l'inverse, le taux de personnes d'âge supérieur à 60 ans est de 19,5 % la même année, alors qu'il est de 22,9 % au niveau départemental.
En 2020, la commune comptait 9 840 hommes pour 10 575 femmes, soit un taux de 51,8 % de femmes, légèrement supérieur au taux départemental (51,79 %).
Les pyramides des âges de la commune et du département s'établissent comme suit.
| Hommes | Classe d’âge | Femmes |
| ------ | ------------ | ------ |
| 0,5    | 90 ou +      | 1,2    |
| 3,9    | 75-89 ans    | 6,7    |
| 11,8   | 60-74 ans    | 14,7   |
| 18,9   | 45-59 ans    | 17,6   |
| 16,7   | 30-44 ans    | 17,6   |
| 21,8   | 15-29 ans    | 20,3   |
| 26,4   | 0-14 ans     | 22     |

| Hommes | Classe d’âge | Femmes |
| ------ | ------------ | ------ |
| 0,5    | 90 ou +      | 1,4    |
| 5,3    | 75-89 ans    | 8,1    |
| 14,8   | 60-74 ans    | 16,2   |
| 19,1   | 45-59 ans    | 18,4   |
| 19,5   | 30-44 ans    | 18,7   |
| 20,7   | 15-29 ans    | 19,1   |
| 20,2   | 0-14 ans     | 18     |

### Manifestations culturelles et festivités
La ville accueille le festival de black metal In Theatrum Denonium (Dans le théâtre de Denain). Chaque année depuis 2016, l'association Nord Forge organise avec le soutien de la municipalité une soirée de concert dans le théâtre de la ville.

### Sports et loisirs
- Basket-ball : l'Association sportive Cail Denain Voltaire Porte du Hainaut évolue en Pro B depuis 2011. Elle a été championne de France en 1965 et évolue dans une salle de 2500 places portant le nom de son ancien joueur Jean Degros.
- Water-polo : le Sporting Club Libellule Denain évolue depuis 2013-2014 en Nationale 1, en compagnie d'un autre club de l'arrondissement, le Pélican Club Valenciennes.
- Tennis : le Tennis Club Municipal Denain a été sacré champion de France des Interclubs féminins en 2012 et 2013.
- Cyclisme sur route : chaque année, au mois d'avril, la Coupe de France passe par Denain. Le Grand Prix de Denain est organisé depuis 1959.
- Football américain : Depuis juin 2018, les Coyotes de Denain ont pris leurs quartiers au stade Jean-Werth de Denain. Le club évolue en Régional 1 de la ligue Hauts-de-France[réf. nécessaire]

### Cultes

#### Culte catholique
Denain fait partie de la paroisse Sainte Remfroye en Denaisis et du diocèse de Cambrai. Trois lieux de culte sont présents dans la commune : l'église Saint-Martin, l'église Sainte-Marie et la chapelle Saint-Joseph.

#### Culte protestant
- Église Baptiste, rue Jules Mousseron

#### Culte musulman
- Mosquée Errahma : mosquée tenue par l'Association des Marocains de Denain et de sa Région (AMDR)
- Mosquée al-Quds : mosquée tenue par l'association des musulmans de Denain

## Économie

### Revenus de la population et fiscalité
En 2011, le revenu fiscal médian par ménage était de 17 078 €, ce qui plaçait Denain au 31 742e rang parmi les 31 886 communes de plus de 49 ménages en métropole.
En 2010, Denain a été classée comme la commune la plus pauvre de France, parmi les villes de plus de 20 000 habitants, avant Roubaix, Vaulx-en-Velin et Maubeuge, selon le Journal du Net. Depuis 2015, les trois-quart de la population de Denain sont intégrés au sein d'un quartier prioritaire, dont le taux de pauvreté atteint 48 % en 2020.

### Emploi
Au début des années 1980, la fin de la sidérurgie à Denain : le 12 décembre 1978, la suppression de 5 000 emplois à Usinor-Denain est annoncée) C'est la liquidation de l'activité sidérurgique qui est décidée : les effectifs passent de 6 300 personnes en 1979 à 898 en 1983 pour arriver à moins de 200 en 1988, année de la fermeture définitive.
En 2010, le chômage reste endémique dans la ville : seuls 27 % des foyers fiscaux sont imposables, et le taux de chômage avoisine les 31 %.

### Entreprises et commerces
- Verrerie Houtart

## Culture locale et patrimoine

### Lieux et monuments

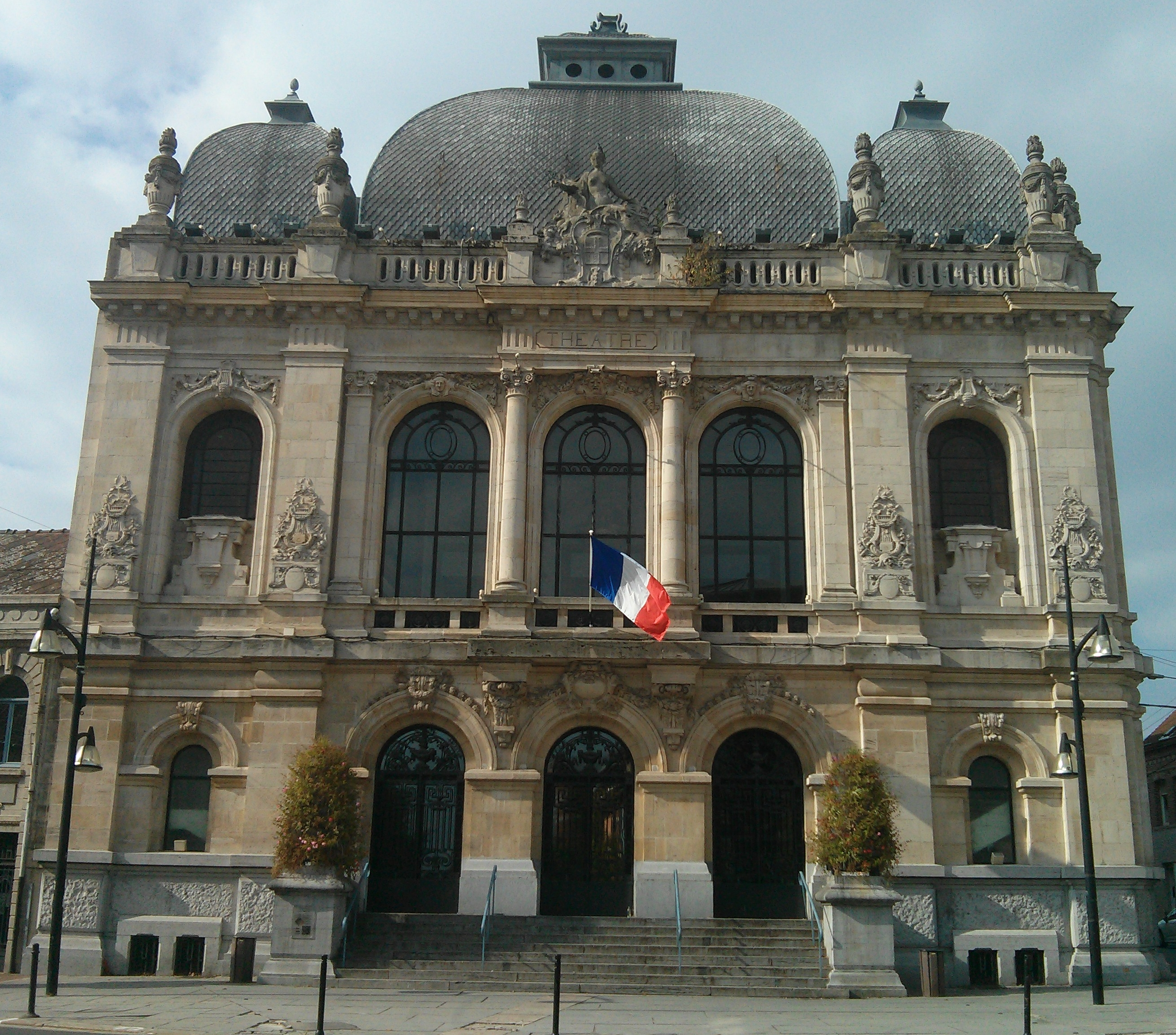
Le Théâtre municipal de Denain

Au centre de la ville, face à la mairie, la statue du Duc de Villars, maréchal de France, né à Moulins en 1653 et mort à Turin en 1734. Sous Louis XIV, il remporte la bataille de Denain le 24 juillet 1712 contre les armées alliées. Inauguré en 13 juillet 1913 et confisqué par les Allemands en mai 1918, le monument est réinstallé sur sa stèle en 1924. Très marquée par le temps (corrosion, fissures, ancrage), sa restauration est achevée en février 2003.
Ch'est d'Villars el joli'statue.
Nos infants, pus tard, à cheull'vue,
Saront qu'in honor'les anciens
Qui fur'nt c' qu'in appell' des brav's gins.
Éclats de gaillettes, Jules Mousseron
Une salle du Musée d'Archéologie et d'Histoire locale de Denain est consacrée au poète-mineur, et rassemble ouvrages, écrits, souvenirs, portraits de l'écrivain, dont le cabinet de travail a été reconstitué au sein du musée.
Le théâtre municipal, inscrit au titre des monuments historiques  Inscrit MH (2000), a été construit entre 1901 et 1912 par Louis Six architecte, inauguré le 21 juillet 1912, avant d'être agrandi en 1925 par Gaston Trannoy architecte. Les peintures intérieures ont été réalisées par Victor Lhomme, artiste-peintre lillois, Pierre Turpin étant le maître-verrier.
- Le cimetière militaire britannique situé dans le cimetière communal.
- Le Monument aux morts de Denain, dédié aux soldats Morts pour la France de la ville.

#### Abbaye et château
- L'abbaye de Denain est fondée en 764. Ce qu'il en reste est devenu un château, situé dans le parc Lebret.

Le château est détruit le 22 février 2016 par décision de la mairie qui le trouvait trop vétuste qui n'avait pas trouvé les fonds nécessaires à sa réhabilitation[réf. nécessaire].

### Personnalités liées à Denain

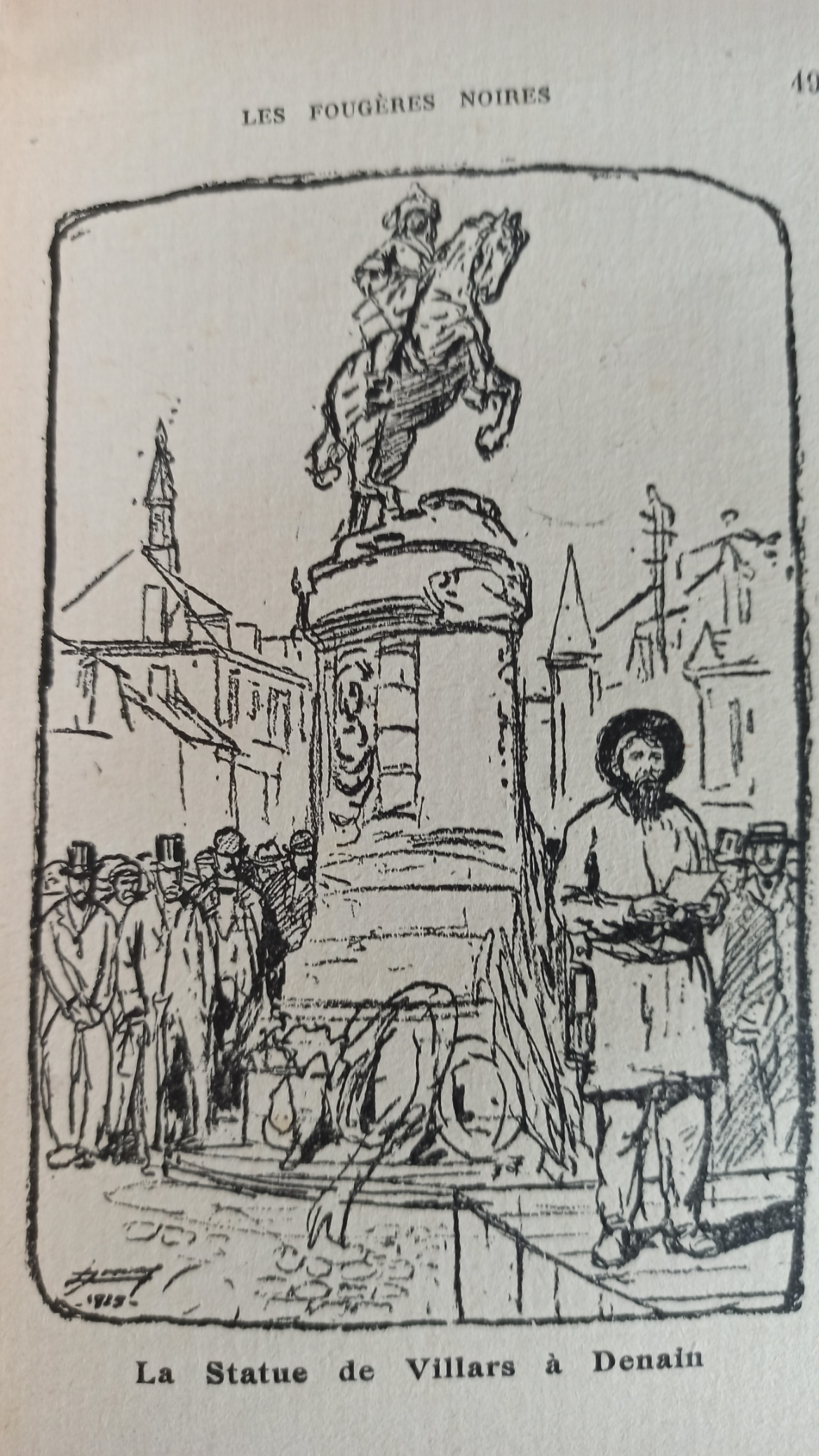
Dessin de Lucien Jonas représentant Jules Mousseron lors de son discours pour l'inauguration le 13 juillet 1918 de la statue du maréchal Villard à Denain

- Réginald Becque : footballeur finaliste de la Coupe de France 2000 avec le Calais RUFC
- Henri Blot : créateur et chef de la résistance FTPF régionale, mort pendant son retour de déportation. (résidence Henri Blot à Denain)
- Sébastien Chenu : homme politique
- Teddy Chevalier : footballeur
- Jean Degros : basketteur.
- Valéry Demory : basketteur français.
- Edmond Dubrunfaut : peintre et tapissier belge.
- Hervé Dubuisson : basketteur français.
- Anne-Lise Dufour-Tonini femme politique
- Franck Dumoulin : tireur français.
- Fabien Gilot : nageur français.
- Patrick Leroy : homme politique.
- Gaston Maugras : hautboïste français.
- Jules Mousseron : poète-mineur patoisant, créateur du personnage de Cafougnette.
- Marc-Antoine Olivier : nageur français.
- Jacques Rémy : footballeur.
- Patrick Roy : homme politique.
- Émile Saudemont (1898-1967) : peintre
- Auguste-Robert Selle (1854-1927), maire de Denain de 1896 à 1911, il est député du Nord de 1902 à 1914, siégeant au groupe du Parti socialiste unifié.
- Jean-Pierre Staelens : basketteur
- Jean-Michel Stievenard : homme politique.
- Le groupe Trisomie 21, formé en 1980 par les frères Hervé et Philippe Lomprez, est originaire de Denain. Il est un précurseur du mouvement de la Cold-wave française et est de notoriété internationale. Les titres les plus connus sont The Last Song, La Fête triste ou encore, Il se noie. Le groupe se reforme en 2017 avec la sortie d'un nouvel album intitulé Elegance Never Dies suivi de multiples tournées.
- Wauchier de Denain : écrivain du XIIIe siècle.

### Héraldique
| Blason de Denain | Blason  | D'or, à la croix engrêlée de gueules au lambel d'argent à six pendants. |
| Blason de Denain | Détails | Le statut officiel du blason reste à déterminer.                        |

## Pour approfondir